# Étienne Bacrot
Étienne Bacrot (Albert, 22 gennaio 1983) è uno scacchista francese, grande maestro.

## Biografia
Cominciò a giocare a scacchi all'età di quattro anni e a dieci vinse diverse competizioni giovanili. A 13 anni vinse contro l'ex-campione del mondo Vasilij Smyslov in una simultanea. In marzo 1997 diventò Grande Maestro, all'età di 14 anni e 2 mesi, il più giovane fino ad allora ad ottenere tale titolo.
Detiene il record assoluto di vittorie (8) nel campionato francese di scacchi, ottenute nel 1999, 2000, 2001, 2002, 2003, 2008, 2012 e 2017 .
Ha partecipato con la Francia a sei olimpiadi degli scacchi dal 1996 al 2014 (in 1ª scacchiera nel 2002, 2006 e 2008), ha vinto 23 partite, pareggiate 32 e perse 5.
Nell'edizione delle Olimpiadi degli scacchi del 2006 di Torino, vince la medaglia di Bronzo individuale in prima scacchiera .
In gennaio 2005 divenne il primo francese ad entrare nella lista dei "top-ten", i primi dieci giocatori del mondo per punteggio Elo.
Ha raggiunto il punteggio Elo più alto nella lista FIDE di novembre 2013, con 2749 punti, 15º al mondo e 1º in Francia.
È sposato con Nathalie Bonnafous con la quale ha due figli, Alexandre (anche lui qualificato giocatore di scacchi) e Victoria.

## Principali risultati
- Otto volte campione francese (il primo titolo a 16 anni nel 1999, poi i successivi quattro campionati; si ripete nel 2008, nel 2012 e nel 2017).
- 1993 : vince a Bratislava il campionato del mondo under-10 e a Szombathely il campionato europeo under-10.
- 1995 : vince a São Lourenço il campionato del mondo under-12 e a Verdun il campionato europeo under-12.
- 1997 : vince il torneo di Enghien-les-Bains davanti a Viktor Korčnoj, realizzando la terza norma di Grande Maestro. Étienne Bacrot (2013)

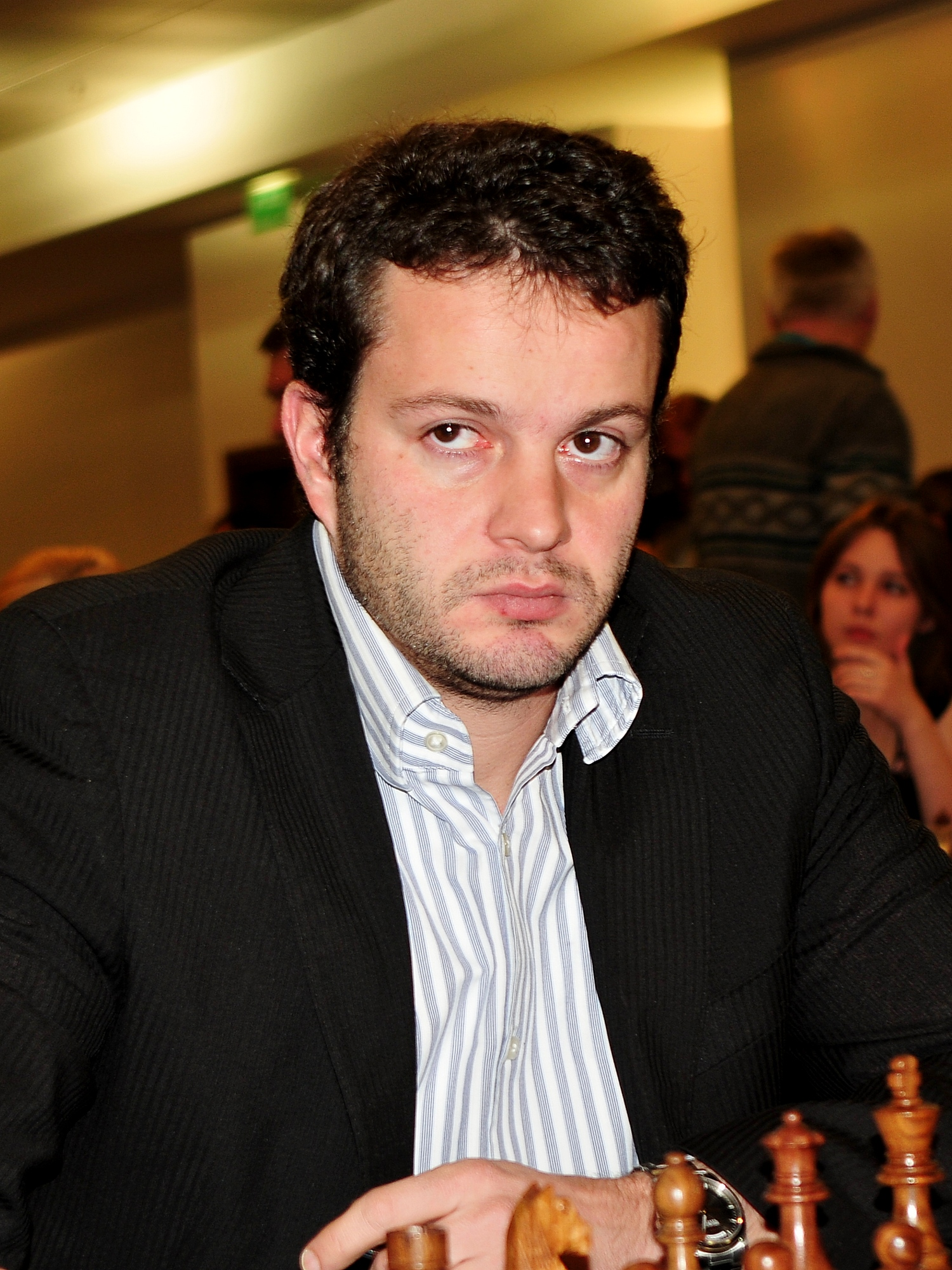
Étienne Bacrot (2013)

- 1999 : vince il torneo "Lausanne Young Masters", battendo Ruslan Ponomarëv nella finale; a Bastia vince un incontro di scacchi rapidi contro Judit Polgár per 3–1.
- 2000 : all'età di 17 anni, pareggia 3–3 un match di scacchi rapidi contro Anatolij Karpov.
- 2004 : in gennaio vince il 10º Torneo di Verona.[5]
- 2004 : nel campionato francese a squadre realizza il punteggio pieno di 11/11; nel Petrosian Memorial ottiene il 3º migliore risultato individuale.
- 2005 : vince il torneo "Poikovsky Karpov" davanti a Bologan, Griščuk, Svidler e Dreev; terzo nel super-torneo Dortmund Sparkassen; terzo nella Coppa del Mondo di scacchi 2005.[6]
- 2006 : alle olimpiadi di Torino vince la medaglia di bronzo per il terzo miglior risultato in prima scacchiera; vince il torneo "FiNet" di Chess960 (Fischer Random) col punteggio di 9,5/11.
- 2009 : in febbraio vince il fortissimo Open Aeroflot di Mosca con 6,5/9 (a pari punti con Oleksandr Moïsejenko ma prevalendo nella classifica per aver giocato più partite col nero).
- 2011 : in ottobre vince per la seconda volta il torneo "Poikovsky Karpov" con 5,5 punti superando per spareggio tecnico Sergej Karjakin.
- 2015 : in maggio vince il Campionato italiano di scacchi a squadre con la squadra padovana dell'Obiettivo Risarcimento.
- 2016 : in dicembre vince il Fide Open del torneo London Chess Classic con 7.5 punti superando per spareggio tecnico il connazionale Sebastien Maze.[7]
- 2017 : in maggio vince il Campionato tedesco a squadre con il OSG Baden-Baden.[8]
- 2018 : in maggio vince ancora il Campionato tedesco a squadre con il OSG Baden-Baden[9] e in giugno il Campionato francese a squadre con il Bischwiller.[10]
- 2019 : in maggio vince ancora il Campionato francese a squadre con il Bischwiller.[11]
- 2020 : in settembre vince il Campionato tedesco a squadre con il OSG Baden-Baden .[12]
- 2022 : in agosto giunge 2º nel Campionato francese, battuto in finale da Jules Moussard.[13]

### Incontri amichevoli
Dal 1995 Bacrot ha giocato tutti gli anni, ad eccezione del 2003, un incontro amichevole di sei partite nella sua città natale di Albert in Piccardia. Alcuni risultati: 
- 1995 : perde con Michele Godena –4 =2
- 1996 : vince con Vasilij Smyslov 5–1
- 1997 : perde con Viktor Korčnoj 2–4.
- 1998 : vince con Robert Hübner 3 ½ - 2 ½.
- 1999 : perde con Oleksandr Beljavs'kyj 2 ½ - 3 ½.
- 2000 : perde con Nigel Short 2–4.
- 2001 : pareggia con Emil Sutovskij 3–3.
- 2002 : vince con Boris Gelfand 3 ½ - 2 ½.
- 2004 : vince con Ivan Sokolov 3 ½ - 2 ½.